# Rindera regia
Rindera regia är en strävbladig växtart som först beskrevs av Gmel., och fick sitt nu gällande namn av Kusn. Rindera regia ingår i släktet Rindera och familjen strävbladiga växter. Inga underarter finns listade i Catalogue of Life.